# Indiana Fever 2021
La stagione 2021 delle Indiana Fever fu la 22ª nella WNBA per la franchigia.
Le Indiana Fever arrivarono seste nella Eastern Conference con un record di 6-26, non qualificandosi per i play-off.

## Roster
| N° | Naz.                   | Ruolo | Sportivo          | Anno | Alt. | Peso |
| -- | ---------------------- | ----- | ----------------- | ---- | ---- | ---- |
| 0  | Stati Uniti (bandiera) | G     | Kelsey Mitchell   | 1995 | 180  | 73   |
| 1  | Stati Uniti (bandiera) | G     | Aaliyah Wilson    | 1998 | 178  | 78   |
| 3  | Stati Uniti (bandiera) | G     | Danielle Robinson | 1989 | 175  | 62   |
| 4  | Stati Uniti (bandiera) | G     | Kysre Gondrezick  | 1997 | 175  | 68   |
| 10 | Stati Uniti (bandiera) | A     | Chelsey Perry     | 1999 | 188  | 74   |
| 13 | Stati Uniti (bandiera) | A     | Lauren Cox        | 1998 | 193  | 84   |
| 14 | Stati Uniti (bandiera) | A     | Jantel Lavender   | 1988 | 193  | 84   |
| 15 | Stati Uniti (bandiera) | G     | Lindsay Allen     | 1995 | 173  | 86   |
| 15 | Stati Uniti (bandiera) | C     | Teaira McCowan    | 1996 | 201  | 108  |
| 25 | Stati Uniti (bandiera) | G     | Tiffany Mitchell  | 1994 | 175  | 69   |
| 32 | Stati Uniti (bandiera) | A     | Emma Cannon       | 1989 | 188  | 86   |
| 35 | Stati Uniti (bandiera) | G     | Victoria Vivians  | 1994 | 185  | 83   |
| 44 | Ungheria (bandiera)    | C     | Bernadett Határ   | 1994 | 208  | 94   |
| 51 | Stati Uniti (bandiera) | A     | Jessica Breland   | 1988 | 188  | 75   |

## Staff tecnico
- Allenatore: Marianne Stanley
- Vice-allenatori: Steve Smith, Jhared Simpson, Vicki Hall
- Preparatore atletico: Garrett Hueber
- Preparatore fisico: Shannon Patterson